# Parque nacional Sør-Spitsbergen
El parque nacional Sør-Spitsbergen se encuentra en el extremo sur de la isla de Spitsbergen en el archipiélago de las Svalbard, Noruega. El parque se abrió en 1973 e incluye la Tierra de Wedel Jarlsberg, Tierra de Torell y Tierra de Sørkapp. Más del 65% de la región está cubierta con glaciares o hielo y nieve permanente. La extensión de tierra es de 5.029 km² y la zona marina 8.257 km², un total de 13.286 km².
Se distinguen en este parque nacional formaciones rocosas irregulares. Las llanuras litorales de la costa oeste se encuentran entre las más productivas de Svalbard. En la costa oeste se encuentran algunas de las mayores colonias de aves marinas de las Svalbard. En el fiordo de Hornsund se encuentran osos polares. Entre los restos humanos que se pueden encontrar aquí hay una planta ballenera del siglo XVII. 